# Lac Mille Lacs (Minnesota)
Ne doit pas être confondu avec Lac des Mille Lacs (Ontario).
Le lac Mille Lacs (en anglais : Mille Lacs Lake ou Lake Mille Lacs) est une étendue d'eau qui s'étend dans l'État du Minnesota sur le comté de Mille Lacs, le comté d'Aitkin et le comté de Crow Wing. Le lac a une superficie de 536 km2 et une profondeur moyenne de 13 mètres. Son principal émissaire est la rivière Rum qui se jette dans le fleuve Mississippi.
À l'époque de la Nouvelle-France, le lac s'appelait « lac Buade » en l'honneur de Louis de Buade de Frontenac (1622-1698), gouverneur de la Nouvelle-France et avait comme autre nom lac des Issatis. L'explorateur Daniel Greysolon, sieur du Lhut arpenta les rives de ce lac. Le père Louis Hennepin fonda une mission dans cette région du pays des Illinois. 
Les Amérindiens l'appelaient « lac Missisacaigan » (Misi-zaaga'igan en langue ojibwé).
Le lac des Mille lacs était un important lieu d'échanges pour le commerce de la fourrure, entre les trappeurs et coureurs des bois canadiens français et les diverses tribus amérindiennes.

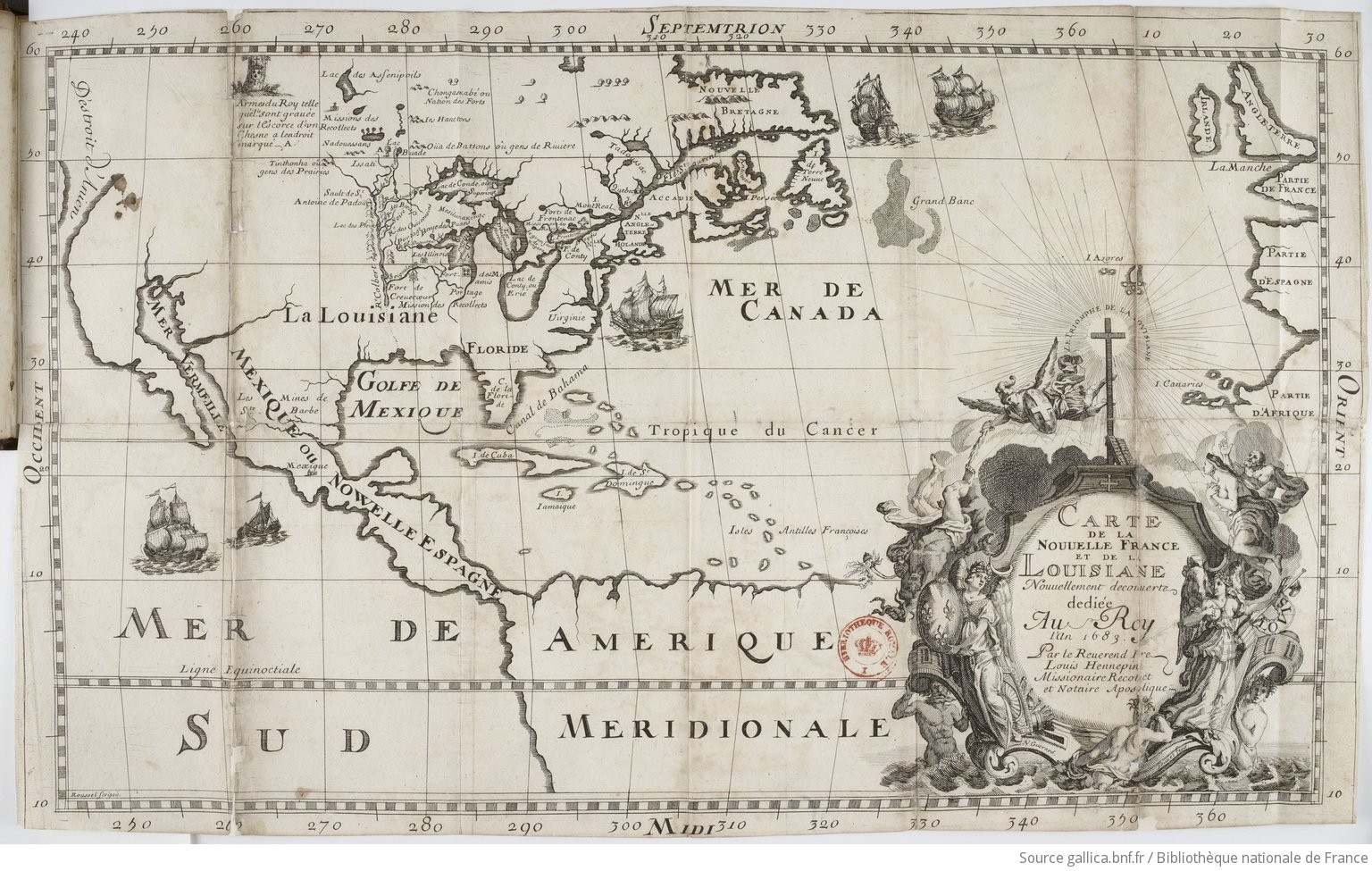
Carte de la Nouvelle-France par Louis Hennepin (1683)
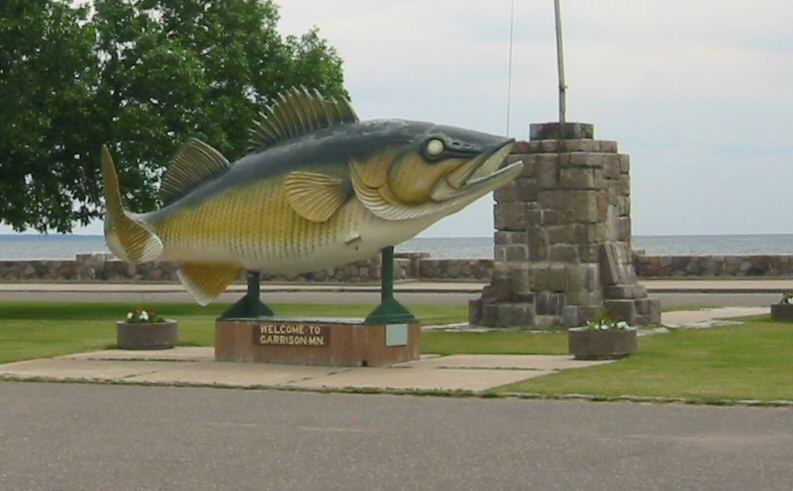
Sculpture de doré jaune sur les rives du lac des Mille Lacs accueillant les visiteurs de Garrison, au Minnesota.